# Lista siturilor arheologice din județul Cluj - D
Lista siturilor arheologice din județul Cluj - D conține toate siturile arheologice din județul Cluj înscrise în Repertoriul Arheologic Național (RAN) și aflate în localități al căror nume începe cu litera D. RAN este administrat de Ministerul Culturii și Patrimoniului Național și cuprinde date științifice, cartografice, topografice, imagini și planuri, precum și orice alte informații privitoare la zonele cu potențial arheologic, studiate sau nu, încă existente sau dispărute.
Puteți căuta un sit din localitățile care încep cu litera D folosind formularul de mai jos sau puteți naviga prin toate siturile din județ la Lista siturilor arheologice din județul Cluj.
| Cod RAN                                  | Denumire | Localitate                            | Adresă               | Datare                    | Descoperit | Coordonate                                    | Imagine           | Erori            |
| ---------------------------------------- | --- | ------------------------------------- | -------------------- | ------------------------- | ---------- | --------------------------------------------- | ----------------- | ---------------- |
| 55017.01.01 (Cod LMI: CJ-I-s-A-07028)    | Necropola tumulară de la Dej - "Dealul Bela" / ansamblu anonim (Categorie: descoperire funerară) (Tip: Grup de tumuli)       | municipiul Dej                        | Dealul Bela          |                           |            | 47°09′05″N 23°52′51″E / 47.15149°N 23.88094°E | Încărcați imagine | Raportați eroare |
| 55017.02.01 (Cod LMI: CJ-I-s-A-07029)    | Fortificația de la Dej - "Cziczhegy" / ansamblu anonim (Categorie: construcție defensivă) (Tip: Fortificație de pământ)      | municipiul Dej                        | Cziczhegy            |                           |            | 47°10′06″N 23°50′34″E / 47.16832°N 23.84285°E | Încărcați imagine | Raportați eroare |
| 55017.02.02 (Cod LMI: CJ-I-s-A-07029)    | Fortificația de la Dej - "Cziczhegy" / ansamblu anonim (Categorie: construcție defensivă) (Tip: Așezare)                     | municipiul Dej                        | Cziczhegy            | Starčevo - Criș           |            | 47°10′06″N 23°50′34″E / 47.16832°N 23.84285°E | Încărcați imagine | Raportați eroare |
| 55017.03.01 (Cod LMI: CJ-I-m-A-07030.01) | Situl arheologic din epoca romană de la Dej - "Podul peste Someș" / ansamblu anonim (Categorie: construcție) (Tip: Pod)      | municipiul Dej                        |                      |                           |            | 47°08′53″N 23°52′28″E / 47.14794°N 23.87449°E | Încărcați imagine | Raportați eroare |
| 55017.03.02 (Cod LMI: CJ-I-m-A-07030.02) | Situl arheologic din epoca romană de la Dej - "Podul peste Someș" / ansamblu anonim (Categorie: construcție) (Tip: Drum)     | municipiul Dej                        |                      |                           |            | 47°08′53″N 23°52′28″E / 47.14794°N 23.87449°E | Încărcați imagine | Raportați eroare |
| 57001.01.01 (Cod LMI: CJ-I-m-B-07032.02) | Situl arheologic de la Deușu - "Apreșu de Jos" / ansamblu anonim (Categorie: locuire civilă) (Tip: Așezare)                  | sat Deușu, comuna Chinteni            | Apreșu de Jos        | Noua                      |            |                                               | Încărcați imagine | Raportați eroare |
| 57001.01.02 (Cod LMI: CJ-I-m-B-07032.01) | Situl arheologic de la Deușu - "Apreșu de Jos" / ansamblu anonim (Categorie: locuire civilă) (Tip: Așezare)                  | sat Deușu, comuna Chinteni            | Apreșu de Jos        | sec. II - III d.Hr.       |            |                                               | Încărcați imagine | Raportați eroare |
| 57001.02.01 (Cod LMI: CJ-I-s-B-07033)    | Tumulii de la Deușu - "Acăstăi" / ansamblu anonim (Categorie: descoperire funerară) (Tip: Grup de tumuli)                    | sat Deușu, comuna Chinteni            | Acăstăi              |                           |            |                                               | Încărcați imagine | Raportați eroare |
| 57001.03.01 (Cod LMI: CJ-I-s-B-07034)    | Așezarea romană de la Deușu - "Valea Puturoasa" / ansamblu anonim (Categorie: locuire civilă) (Tip: Așezare)                 | sat Deușu, comuna Chinteni            | Valea Puturoasa      |                           |            | 46°54′27″N 23°32′17″E / 46.90754°N 23.53812°E | Încărcați imagine | Raportați eroare |
| 55730.01.01 (Cod LMI: CJ-I-m-B-07035.02) | Așezarea preistorică de la Dezmir - "Butin" / ansamblu anonim (Categorie: locuire civilă) (Tip: Locuire)                     | sat Dezmir, comuna Apahida            | Butin                |                           |            | 46°46′18″N 23°43′36″E / 46.77172°N 23.72672°E | Încărcați imagine | Raportați eroare |
| 55730.01.02 (Cod LMI: CJ-I-m-B-07035.01) | Așezarea preistorică de la Dezmir - "Butin" / ansamblu anonim (Categorie: locuire civilă) (Tip: Locuire)                     | sat Dezmir, comuna Apahida            | Butin                |                           |            | 46°46′18″N 23°43′36″E / 46.77172°N 23.72672°E | Încărcați imagine | Raportați eroare |
| 55730.02.01 (Cod LMI: CJ-I-m-B-07036.02) | Situl arheologic de la Dezmir - "Tăușor" / ansamblu anonim (Categorie: locuire civilă) (Tip: Așezare)                        | sat Dezmir, comuna Apahida            | Tăușor               |                           | 1963       |                                               | Încărcați imagine | Raportați eroare |
| 55730.02.02 (Cod LMI: CJ-I-m-B-07036.01) | Situl arheologic de la Dezmir - "Tăușor" / ansamblu anonim (Categorie: locuire civilă) (Tip: Locuire)                        | sat Dezmir, comuna Apahida            | Tăușor               |                           | 1963       |                                               | Încărcați imagine | Raportați eroare |
| 55730.03.01 (Cod LMI: CJ-I-s-A-07037)    | Necropola celtică de la Dezmir / ansamblu anonim (Categorie: descoperire funerară) (Tip: Necropolă)                          | sat Dezmir, comuna Apahida            |                      | Celtică                   | 1938       | 46°46′53″N 23°42′43″E / 46.78139°N 23.71201°E | Încărcați imagine | Raportați eroare |
| 55730.04.02 (Cod LMI: CJ-I-s-B-07038)    | Situl arheologic de la Dezmir - "Crișeni" / ansamblu anonim (Categorie: locuire civilă) (Tip: Așezare)                       | sat Dezmir, comuna Apahida            | Crișeni, Sub Berc    | sec. II - III d.Hr.       |            | 46°45′29″N 23°42′26″E / 46.75805°N 23.70724°E | Încărcați imagine | Raportați eroare |
| 55730.04.01 (Cod LMI: CJ-I-s-B-07038)    | Situl arheologic de la Dezmir - "Crișeni" / ansamblu anonim (Categorie: locuire civilă) (Tip: Așezare)                       | sat Dezmir, comuna Apahida            | Crișeni, Sub Berc    |                           |            | 46°45′29″N 23°42′26″E / 46.75805°N 23.70724°E | Încărcați imagine | Raportați eroare |
| 59531.01.01 (Cod LMI: CJ-I-s-B-07039)    | Așezarea din epoca bronzului de la Diviciorii Mari - "Grajduri" / ansamblu anonim (Categorie: locuire civilă) (Tip: Așezare) | sat Diviciorii Mari, comuna Sânmărtin | Grajduri             |                           |            |                                               | Încărcați imagine | Raportați eroare |
| 59470.01.01 (Cod LMI: CJ-I-s-B-07040)    | Așezarea din epoca bronzului de la Domoșu - "Vârful Turdanului" / ansamblu anonim (Categorie: locuire civilă) (Tip: Locuire) | sat Domoșu, comuna Sâncraiu           | Vârful Turdanului    |                           |            | 46°48′59″N 23°01′21″E / 46.81628°N 23.02257°E | Încărcați imagine | Raportați eroare |
| 59470.01.02 (Cod LMI: CJ-I-s-B-07040)    | Așezarea din epoca bronzului de la Domoșu - "Vârful Turdanului" / ansamblu anonim (Categorie: locuire civilă) (Tip: Așezare) | sat Domoșu, comuna Sâncraiu           | Vârful Turdanului    |                           |            | 46°48′59″N 23°01′21″E / 46.81628°N 23.02257°E | Încărcați imagine | Raportați eroare |
| 55534.01.01 (Cod LMI: CJ-I-s-A-07041)    | Situl arheologic de la Dorolțu - "Dealul Bisericii" / ansamblu anonim (Categorie: locuire civilă) (Tip: Locuire)             | sat Dorolțu, comuna Aghireșu          | Dealul Bisericii     |                           |            | 46°51′28″N 23°17′56″E / 46.85768°N 23.29896°E | Încărcați imagine | Raportați eroare |
| 55534.01.02 (Cod LMI: CJ-I-m-A-07041.03) | Situl arheologic de la Dorolțu - "Dealul Bisericii" / ansamblu anonim (Categorie: locuire civilă) (Tip: Așezare)             | sat Dorolțu, comuna Aghireșu          | Dealul Bisericii     | Coțofeni                  |            | 46°51′28″N 23°17′56″E / 46.85768°N 23.29896°E | Încărcați imagine | Raportați eroare |
| 55534.01.03 (Cod LMI: CJ-I-m-A-07041.02) | Situl arheologic de la Dorolțu - "Dealul Bisericii" / ansamblu anonim (Categorie: locuire civilă) (Tip: Așezare)             | sat Dorolțu, comuna Aghireșu          | Dealul Bisericii     |                           |            | 46°51′28″N 23°17′56″E / 46.85768°N 23.29896°E | Încărcați imagine | Raportați eroare |
| 55534.01.04 (Cod LMI: CJ-I-m-A-07041.01) | Situl arheologic de la Dorolțu - "Dealul Bisericii" / ansamblu anonim (Categorie: locuire civilă) (Tip: Așezare)             | sat Dorolțu, comuna Aghireșu          | Dealul Bisericii     |                           |            | 46°51′28″N 23°17′56″E / 46.85768°N 23.29896°E | Încărcați imagine | Raportați eroare |
| 55534.02.01 (Cod LMI: CJ-I-s-A-07042)    | Așezarea slavă de la Dorolțu - "Dâmbu Mic" / ansamblu anonim (Categorie: locuire civilă) (Tip: Așezare)                      | sat Dorolțu, comuna Aghireșu          | Dâmbu Mic            | slavă sec. VI - VII d.Hr. | 1960       | 46°51′16″N 23°17′09″E / 46.85442°N 23.2859°E  | Încărcați imagine | Raportați eroare |
| 56639.01.01 (Cod LMI: CJ-I-s-B-07043)    | Așezarea preistorică de la Dumbrava - "Valea Oșorheiului" / ansamblu anonim (Categorie: locuire civilă) (Tip: Așezare)       | sat Dumbrava, comuna Căpușu Mare      | Valea Oșorheiului    | Tiszapolgár               |            | 46°49′13″N 23°11′56″E / 46.82019°N 23.19879°E | Încărcați imagine | Raportați eroare |
| 56639.02.01 (Cod LMI: CJ-I-s-B-07044)    | Așezarea preistorică de la Dumbrava - "Budulău" / ansamblu anonim (Categorie: locuire civilă) (Tip: Așezare)                 | sat Dumbrava, comuna Căpușu Mare      | Budulău              |                           |            | 46°49′14″N 23°14′06″E / 46.82049°N 23.23509°E | Încărcați imagine | Raportați eroare |
| 55017.05.01                              | Așezarea de la Dej - "Bungăr" / ansamblu anonim (Categorie: locuire civilă) (Tip: Așezare)                                   | municipiul Dej                        | Bungăr               | Iclod                     | 1981       | 47°07′16″N 23°53′21″E / 47.12113°N 23.88911°E | Încărcați imagine | Raportați eroare |
| 58892.01.01                              | Așezarea de la Dârja - "Casa Județului" / ansamblu anonim (Categorie: locuire civilă) (Tip: Așezare)                         | sat Dârja, comuna Panticeu            | Casa Județului       |                           |            |                                               | Încărcați imagine | Raportați eroare |
| 57555.01.01 (Cod LMI: CJ-I-s-A-07027)    | Situl arheologic de la Dăbâca - "Dealul Cetății" / ansamblu anonim (Categorie: locuire civilă) (Tip: Așezare)                | sat Dăbâca, comuna Dăbâca             | Dealul Cetății       | Tiszapolgár               |            | 46°58′35″N 23°40′17″E / 46.97647°N 23.67136°E | Încărcați imagine | Raportați eroare |
| 57555.01.06 (Cod LMI: CJ-I-s-A-07027)    | Situl arheologic de la Dăbâca - "Dealul Cetății" / ansamblu anonim (Categorie: locuire civilă) (Tip: Așezare)                | sat Dăbâca, comuna Dăbâca             | Dealul Cetății       | sec. XII - XIV d.Hr.      |            | 46°58′35″N 23°40′17″E / 46.97647°N 23.67136°E | Încărcați imagine | Raportați eroare |
| 57555.01.02 (Cod LMI: CJ-I-s-A-07027)    | Situl arheologic de la Dăbâca - "Dealul Cetății" / ansamblu anonim (Categorie: locuire civilă) (Tip: Necropolă)              | sat Dăbâca, comuna Dăbâca             | Dealul Cetății       | sec. XI - XII d.Hr.       |            | 46°58′35″N 23°40′17″E / 46.97647°N 23.67136°E | Încărcați imagine | Raportați eroare |
| 57555.01.03 (Cod LMI: CJ-I-m-A-07027.03) | Situl arheologic de la Dăbâca - "Dealul Cetății" / ansamblu anonim (Categorie: locuire civilă) (Tip: Așezare fortificată)    | sat Dăbâca, comuna Dăbâca             | Dealul Cetății       | sec. XI - XII d.Hr.       |            | 46°58′35″N 23°40′17″E / 46.97647°N 23.67136°E | Încărcați imagine | Raportați eroare |
| 57555.01.04 (Cod LMI: CJ-I-m-A-07027.04) | Situl arheologic de la Dăbâca - "Dealul Cetății" / ansamblu anonim (Categorie: locuire civilă) (Tip: Biserică)               | sat Dăbâca, comuna Dăbâca             | Dealul Cetății       | sec. XI - XII d.Hr.       |            | 46°58′35″N 23°40′17″E / 46.97647°N 23.67136°E | Încărcați imagine | Raportați eroare |
| 57555.01.05 (Cod LMI: CJ-I-s-A-07027)    | Situl arheologic de la Dăbâca - "Dealul Cetății" / ansamblu anonim (Categorie: locuire civilă) (Tip: Așezare)                | sat Dăbâca, comuna Dăbâca             | Dealul Cetății       | sec. IX - XI d.Hr.        |            | 46°58′35″N 23°40′17″E / 46.97647°N 23.67136°E | Încărcați imagine | Raportați eroare |
| 57555.02.01 (Cod LMI: CJ-I-s-B-07025)    | Tumulii preistorici de la Dăbâca - "La Țiglă" / ansamblu anonim (Categorie: descoperire funerară) (Tip: Grup de tumuli)      | sat Dăbâca, comuna Dăbâca             | La Țiglă             |                           |            | 46°58′35″N 23°41′36″E / 46.97626°N 23.6934°E  | Încărcați imagine | Raportați eroare |
| 57555.03.01 (Cod LMI: CJ-I-s-B-07026)    | Așezarea Latene de la Dăbâca - "Cătun" / ansamblu anonim (Categorie: locuire) (Tip: Așezare)                                 | sat Dăbâca, comuna Dăbâca             | Cătun                |                           |            | 46°58′49″N 23°39′44″E / 46.98021°N 23.66235°E | Încărcați imagine | Raportați eroare |
| 57555.06.01                              | Biserica de la Dăbîca - Boldîgă / ansamblu anonim (Categorie: construcție cult) (Tip: Biserică)                              | sat Dăbâca, comuna Dăbâca             | Boldîgă              | sec. X                    |            |                                               | Încărcați imagine | Raportați eroare |
| 57555.06.02                              | Biserica de la Dăbîca - Boldîgă / ansamblu anonim (Categorie: construcție cult) (Tip: Biserică)                              | sat Dăbâca, comuna Dăbâca             | Boldîgă              | sec. XII                  |            |                                               | Încărcați imagine | Raportați eroare |
| 57555.06.03                              | Biserica de la Dăbîca - Boldîgă / ansamblu anonim (Categorie: construcție cult) (Tip: Biserică)                              | sat Dăbâca, comuna Dăbâca             | Boldîgă              | sec.XV-XVI                |            |                                               | Încărcați imagine | Raportați eroare |
| 57001.04.01                              | Situl arheologic de la Deușu - Ciutaia / ansamblu anonim (Categorie: locuire) (Tip: așezare deschisă)                        | sat Deușu, comuna Chinteni            | Ciutaia              |                           |            | 46°53′58″N 23°31′45″E / 46.89949°N 23.52903°E | Încărcați imagine | Raportați eroare |
| 57001.04.02                              | Situl arheologic de la Deușu - Ciutaia / ansamblu anonim (Categorie: locuire) (Tip: așezare deschisă)                        | sat Deușu, comuna Chinteni            | Ciutaia              |                           |            | 46°53′58″N 23°31′45″E / 46.89949°N 23.52903°E | Încărcați imagine | Raportați eroare |
| 57001.04.03                              | Situl arheologic de la Deușu - Ciutaia / ansamblu anonim (Categorie: locuire) (Tip: așezare deschisă)                        | sat Deușu, comuna Chinteni            | Ciutaia              |                           |            | 46°53′58″N 23°31′45″E / 46.89949°N 23.52903°E | Încărcați imagine | Raportați eroare |
| 55730.05.01                              | Situl arheologic de la Dezmir - Sub Berc / ansamblu anonim (Categorie: locuire) (Tip: Villa rustica)                         | sat Dezmir, comuna Apahida            | Sub Berc             |                           |            |                                               | Încărcați imagine | Raportați eroare |
| 55730.05.02                              | Situl arheologic de la Dezmir - Sub Berc / ansamblu anonim (Categorie: locuire) (Tip: așezare deschisă)                      | sat Dezmir, comuna Apahida            | Sub Berc             |                           |            |                                               | Încărcați imagine | Raportați eroare |
| 55017.04.02 (Cod LMI: CJ-I-m-A-07031.02) | Așezarea fortificată de la Dej - "Dealul Trandafirilor" / ansamblu anonim (Categorie: locuire) (Tip: Fortificație)           | municipiul Dej                        | Dealul Trandafirilor |                           |            | 47°08′20″N 23°53′22″E / 47.13902°N 23.88951°E | Încărcați imagine | Raportați eroare |
| 55017.04.03 (Cod LMI: CJ-I-m-A-07031.01) | Așezarea fortificată de la Dej - "Dealul Trandafirilor" / ansamblu anonim (Categorie: locuire) (Tip: Cetate)                 | municipiul Dej                        | Dealul Trandafirilor |                           |            | 47°08′20″N 23°53′22″E / 47.13902°N 23.88951°E | Încărcați imagine | Raportați eroare |
| 55017.04.01 (Cod LMI: CJ-I-s-A-07031)    | Așezarea fortificată de la Dej - "Dealul Trandafirilor" / ansamblu anonim (Categorie: locuire) (Tip: Așezare)                | municipiul Dej                        | Dealul Trandafirilor |                           |            | 47°08′20″N 23°53′22″E / 47.13902°N 23.88951°E | Încărcați imagine | Raportați eroare |